# Studio Tan
Albums de Frank Zappa
Zappa in New York
(1978) Sleep Dirt
(1979)
Studio Tan est album de rock expérimental de Frank Zappa paru en 1978.

## Titres
Tous les titres sont composés par Frank Zappa.
1. The Adventures of Greggery Peccary – 20 min 37 s
2. Lemme Take You to the 2. Beach – 2 min 47 s
3. Revised Music for Guitar and Low-Budget Orchestra – 7 min 39
4. RDNZL – 8 min 13 s

## Musiciens
- Frank Zappa – guitare, chant, percussions
- George Duke – synthétiseur
- John Berkman – piano
- Pamela Goldsmith – viola
- Murray Adler – violon
- Sheldon Sanov – violon
- Jerry Kessler – violoncelle
- Edward Meares – basse
- Bruce Fowler – trombone
- Don Waldrop – trombone
- Jock Ellis – trombone
- Dana Hughes – trombone
- Earle Dumler – hautbois
- Joann Caldwell – basson
- Mike Altschul – flûte
- Graham Young – trompette
- Jay Daversa – trompette
- Malcolm McNab – trompette
- Ray Reed – flûte
- Victor Morosco – saxophone
- John Rotella – bois
- Alan Estes – percussions
- Emil Richards – percussions
- Tom Fowler – basse
- Chester Thompson – batterie
- Davey Moire – chant
- Eddie Jobson – synthétiseur
- Max Bennett – basse
- Paul Humphrey – batterie
- Don Brewer – bongos
- James "Bird Legs" Youmans – basse
- Ruth Underwood – percussions, synthétiseur

## Production
- Production : Frank Zappa
- Dessin Pochette : Gary Panter